# Дун Хуэйбо
Дун Хуэйбо́ (кит. упр. 董慧博, пиньинь Dǒng Huìbó, род. 15 февраля 1989 года в Чанчуне, Китай) — китайская фигуристка выступающая в парном катании. В паре с У Иминем — бронзовый призёр чемпионата мира среди юниоров 2008, двукратный призёр Зимних Универсиад 2009 и 2011.
По состоянию на июнь 2011 года пара занимает 14-е место в рейтинге Международного союза конькобежцев (ИСУ).

## Программы
(с У Иминем)
| Сезон     | Короткая программа                                    | Произвольная программа              |
| --------- | ----------------------------------------------------- | ----------------------------------- |
| 2011—2012 | «Red Violin» из Аранхуэсского концерта Хоакин Родриго | Саундтрек к фильму «Мулан»          |
| 2010—2011 | «Red Violin» из Аранхуэсского концерта Хоакин Родриго | Саундтрек к фильму «Миф» Натан Вонг |
| 2009—2010 | «Amazonic» Максим Мрвица                              |                                     |
| 2008—2009 |                                                       |                                     |
| 2007—2008 | «Тоска» Джакомо Пуччини в исполнении Максима Мрвицы   | Саундтрек к фильму «Миф» Натан Вонг |

## Спортивные достижения
(с У Иминем)
| Соревнования                        | 2007—2008 | 2008—2009 | 2009—2010 | 2010—2011 | 2011—2012 |
| ----------------------------------- | --------- | --------- | --------- | --------- | --------- |
| Чемпионаты мира                     | 12        |           | 17        | 14        |           |
| Чемпионаты Четырёх континентов      |           | 9         | 8         | 10        | 10        |
| Чемпионаты мира среди юниоров       | 3         |           |           |           |           |
| Чемпионаты Китая                    |           |           | 3         | 4         | 5         |
| Этапы гран-при:Trophée Eric Bompard |           | 4         | 6         |           | 6         |
| Этапы гран-при:Cup of China         |           |           | 6         | 7         |           |
| Этапы гран-при:Skate Canada         |           | 8         |           | 7         |           |
| Зимние Универсиады                  |           | 3         |           | 2         |           |